# Charlotte Church
Charlotte Maria Reed, bedre kendt som Charlotte Church, (født 21. februar 1986) er en pop/opera-sangerinde fra Storbritannien.

## Diskografi
- Voice of an Angel (1998)
- Charlotte Church (1999)
- Dream a Dream (2000)
- Enchantment (2001)
- Tissues and Issues (2005)
- Back to Scratch (2010)

## Filmografi
| Television  | Television                                    | Television               | Television    |
| År          | Titel                                         | Rolle                    | Noter         |
| ----------- | --------------------------------------------- | ------------------------ | ------------- |
| 1997        | Touched by an Angel                           | Alice, forældreløst barn |               |
| 1999        | Heartbeat                                     | Katie Kendall            | Gæsteoptræden |
| 2002 & 2012 | Have I Got News For You                       | Sig selv                 | Presenter     |
| 2003        | I'll Be There                                 | Olivia Edmonds           | Hovedrolle    |
| 2005        | Charlotte Church: Confessions of a Teen Angel | Sig selv                 | Dokumentar    |
| 2005        | The Catherine Tate Show                       | Sig selv                 | Gæsteoptræden |
| 2006–2008   | The Charlotte Church Show                     | Sig selv                 | Vært          |
| 2008        | Katy Brand's Big Ass Show                     | Forskellige              | Gæsteoptræden |
| 2010        | Over the Rainbow                              | Sig selv                 | Dommer        |
| 2010        | Hospital 24/7                                 | Sig selv                 | Gæsteoptræden |
| 2015        | Under Milk Wood                               | Polly Garter             |               |
| 2018        | Charlotte Church: Inside My Brain             | Sig selv                 | Vært          |
| 2020        | Who Wants to Be a Millionaire?                | Celebrity contestant     |               |
| 2021        | Catchphrase                                   | Celebrity contestant     |               |
| 2022        | The Masked Singer                             | Mushroom                 | Runner up     |
| 2022        | Charlotte Church's Dream Build                | Sig selv                 | Vært          |
| 2022        | Kate Garraway's Life Stories                  | Serie 21                 |               |
| 2022        | Welcome to Wrexham                            | Cameo                    |               |